# Opatówek

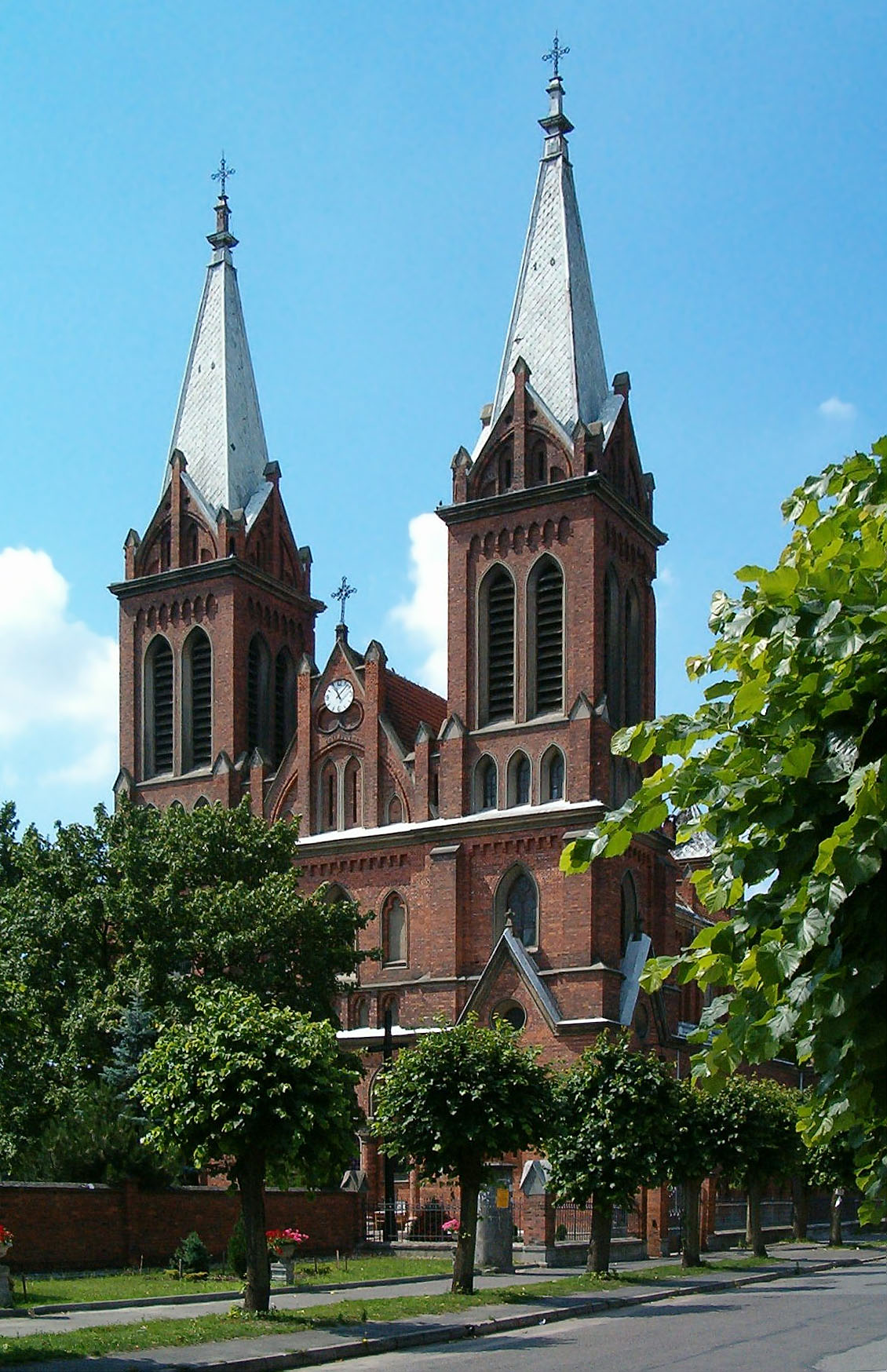
La chiesa neogotica di Opatówek

Opatówek è un comune rurale polacco del distretto di Kalisz, nel voivodato della Grande Polonia.
Ricopre una superficie di 104,32 km² e nel 2004 contava 9 968 abitanti.